# Woliera

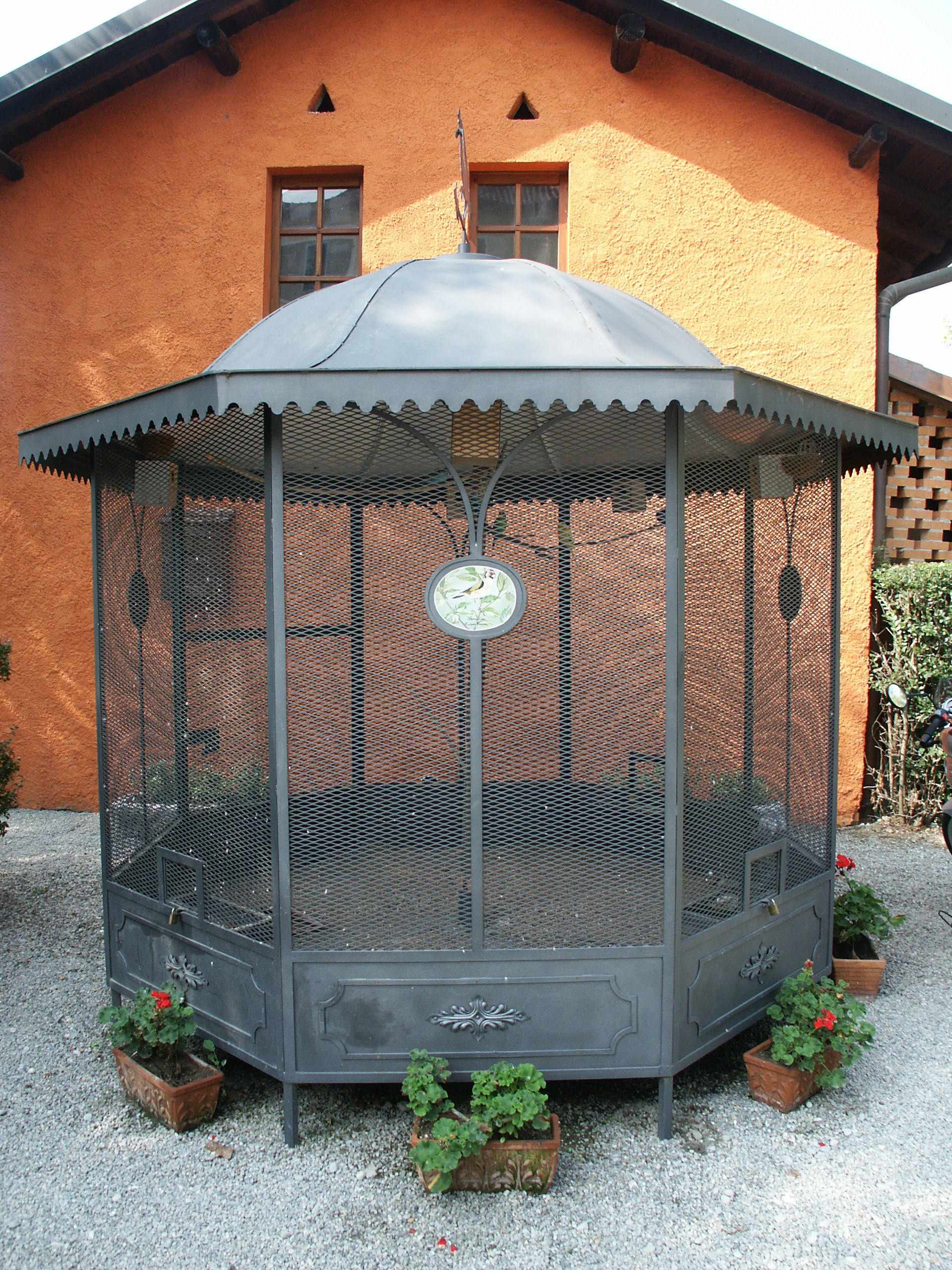

Woliera (z franc. volière) – pomieszczenie lub jego zabudowana i odgrodzona część (siatką lub szkłem), w której przebywają ptaki. Musi być na tyle duża, aby mogły one w niej swobodnie latać. Należy również zamontować konary oraz sznury i inne przedmioty imitujące naturalne środowisko. Spotykane w ogrodach zoologicznych (często zgrupowane w ptaszarni) lub na terenach prywatnych.